# Trèfle douteux
Trifolium dubium
Espèce
Classification phylogénétique
Le Trèfle douteux, appelé aussi Petit trèfle jaune (Trifolium dubium Sibth.), est une espèce de plantes à fleurs de la famille des Fabaceae. C'est un trèfle très commun, cosmopolite poussant un peu partout, notamment dans les jardins, où c'est une adventice fréquente.

## Écologie et habitat
C'est une plante annuelle sans doute d'origine méditerranéenne, très fréquente dans toute l'Europe et même dans le monde entier (on la rencontre jusqu'à Hawaii). Indifférente au pH du sol et à sa nature (même si elle apprécie moins les terrains sableux), elle pousse dans les prés et les friches, au bord des chemins, dans les jardins et plus généralement sur la plupart des terres cultivées (plante nitrophile). Surtout présente en plaine, on peut la rencontrer en moyenne montagne jusqu'à 1600 mètres. Floraison de mai à septembre.

## Morphologie générale et végétative
C'est l'un des plus petits trèfles.
C'est une plante herbacée presque glabre, basse (de 5 à 30 cm, rarement plus), à tiges couchées ascendantes, parfois érigées. Les feuilles sont composées, alternes, pétiolées, à larges stipules ovales. Les folioles sont ovales ou en forme de cœur, la terminale à court pétiolule prolongeant le pétiole.

### Confusion possible
On peut le confondre avec Medicago lupulina, la Luzerne jaune, qui se différencie par une petite pointe au bout des folioles.

### Morphologie florale
Les têtes florales jaunes ne dépassent pas 1 cm.
Les fleurs sont hermaphrodites groupées en petites têtes globuleuses. L'inflorescence est portée par un long pédoncule, et comprend de 3 à 15 fleurs, très rarement plus. Les fleurs sont quasiment sessiles. De couleur jaune, elles brunissent en se fanant, cas de la plupart des trèfles jaunes. La pollinisation est réalisée par les insectes ou de façon autogame.

### Fruit et graines
Le fruit est une gousse érigée contenant de une à trois graines. La dissémination est épizoochore.